# Матрим Каутон
Матрим „Мат“ Каутон е един от героите в Колелото на Времето фентъзи серия от Робърт Джордан. Много от неговите промени в историята рефлектират силно с историята на Нордическите богове Один, както и на Локи.
 Внимание:  Текстът по-долу разкрива сюжета на произведението (или части от него)!

## Описание
Мат има жилаво тяло, кестенява коса и кафяви очи. Висок е около 190 см и тежи 90 килограма. (Описан от Робърт Джордан). Има каубойска шапка  на която много държи.

## Младост
Мат е нещо като черна овца в Емондово поле. Въпреки че той Ранд ал-Тор и Перин Айбара често се забъркват в неприятности, Мат по принцип е силата която ги тласка към тях. Шегаджия и лудетина, той може да бъде много забавен и очарователен с жените и хората с власт, стига да иска и е върл привърженик на пиенето и хазарта. Също така обича да псува честичко. Когато заминава в Нощта на Бел Тин, заедно с приятелите си, Моарейн и Лан, Мат научава че той, Ранд и Перин са та'вирен – хора около които Шарката се заплита, настройвайки света според нуждите ѝ. По време на тяхното пътуване, те спират в Шадар Логот за да избягат от тролоците, които ги преследват. Докато тримата се разхождат из града, алчността на Мат взима връх и той взима един кинжал с голям червен рубин от съкровищницата на Мордет, зъл дух останал в града след разрухата му. Мат не знае че всичко в този прокълнат град е омърсено, дори песъчинките по земята.

## Опетнен
По-късно в Шиенар, Фал Дара, Падан Фейн открадва Рога на Валийр и кинжала на Мат, той самия обзет от злото на Шадар Логот. Мат се нуждае от кинжала, за да може да се освободи от злото и да оцелее докато Айез Седай го излекуват. Той пътува с Ранд, Перин, Верин Матуин, Лоиал и лорд Ингтар и група шиенарци до Фалме, водени от хващача на крадци Хюрин. По пътя той научава че Ранд е Преродения Дракон и се отчуждава от стария си приятел. Във Фалме, който ще бъде превзет от Сеанчанците той надува Рога на Валийр, който успяват да намерят при един Сеанчански командир – лорд Тюрак. С надуването на Рога, той призовава мъртвите герои от легендите да се сражават на негова страна в битката (но само след като Преродения Дракон ги предвожда). Така Мат се обвързва с Рога, той няма да послужи на никой друг, докато Мат е жив. Отредено е да надуе Рога в Тармон Гай'дон. Мат пътува до Тар Валон, заедно с Верин, Нинив ал'Мийра и Елейн Траканд. Когато до стига до Бялата Кула той е почти мъртъв от покварата на кинжала, но Айез Седай пробиват връзката между двамата, въпреки че Мат за малко да умре по време на Церенето. Когато се буди, той открива че има много пропуски и дупки в паметта си.

## Смърт и Възраждане
Той напуска Тар Валон скоро след излекуването си и отива с Том Мерилин до Кемлин, където трябва да занесе писмо от Елейн до майка ѝ – Мургейз, кралицата на Андор. Той случайно дочува Рахвин, маскиран като лорд Гебрил, който заговорничи за убийството на Елейн, Егвийн и Нинив в Тийр. Той и Том се отправят за Тийр, помагайки на Ранд да го превземе, заедно с Джулийн, тамошен ловец на крадци. Мат, бродейки из Камъка и по точно мазето където са складирани ангреали и тер-ангреали, заедно с други вероятни предмети на Силата, успява да влезе пред червена, каменна врата тер-ангреал която го завежда в страната на Аелфините, змиеподобни същества с пророчески сили. Те му предсказват че той ще: 1. Ще умре и ще живее още веднъж, като част от това което е бил 2. Ще се ожени за Щерката на Деветте Луни и 3. Ще се откаже от половината светлина на света, за да го спаси. Оказва че по това време в Тер-Агреала са били и Моарейн и Ранд и това е предизвикало натоварване, заради двамата тавирени вътре. Малко странно за самия Мат той отива в Руйдийн заедно с Ранд, Егвийн, Моарейн и Лан, както и няколко десетки айилци.
В долината на Руийдийн, докато Ранд е зает с разкриването на неговото Айилско наследство Мат открива друга червена каменна врата, която го води в страната на Еелфините, лисицоподобни същества. Той иска да получи още отговори, затова щом Еелфините му казват да каже желанията си той не си губи времето а иска: 1. Дупките в паметта му да се запълнят 2. Да бъде свободен от Единствената Сила и 3. Да се върне в Руйдийн. Всичко това се изпълнява – паметта му се пълни със спомени на древни пълководци и тяхното военно и културно познание, има медальон с лисича глава, чието око е във формата на древния символ на Айез Седай и което го пази от Единствената Сила, и е открит от Ранд обесен на едно черно копие с връх като меч, разположено между два от клоните на Авендесора, дървото на живота. Ранд успява да спаси Мат, но белега от обесването му остава на врата и до днес. Мат също така решава да запази копието, всъщност нагината – оръжие, наричано ашандрей на Древния език, то става негова запазена марка оттогава насетне.

## Генерал
Въпреки че проявява значителна неохота да бъде войн, Мат e ненадминат генерал, заради древните му спомени. Той си спомня битки и стратегии, работещи от векове. Също така е невероятен късметлия. Особено на зарове, където печели почти винаги.

## Бандата на Червената Ръка
Точно преди битката при Кайриен срещу Шайдо, Мат се опитва да избяга от компанията на Ранд завинаги, но късмета, шанса и алармиращото чувство за отговорност го вкарват неумолимо и бързо в битката и накрая той лично убива Куладин, водача на Шайдо и помага за победата на Преродения Дракон. Мат също така се сдобива с верността на стотици войници, които биха го последвали до Ямата на Ористта ако той ги води. Тази нова армия се нарича Шен ан Калхар, Бандата на Червената ръка, верни лично на Мат, смятащи че с неговия късмет, не могат да бъдат победени.
След отпътуването му за Ебу Дар и заниманията му там, Бандата значително нараства на брой, удвоена от неговия верен генерал Талманес. Достига близо 30 000 мъже.

## Щерката на Деветте Луни
Мат отива в Алтараския град Ебу Дар с Елейн, Нинив и Авиенда. Кралица Тилин е очарована от компанията на Мат, въпреки че чувството не е точно споделено. Той бяга от Ебу Дар, след като Сеанчанците го превземат, заедно с Том, Егеанин и Бейл Домон. Той успява да вземе с него като заложник Върховната Лейди Тюон и нейната прислужница – Селусия, като късно разбира че тя е Щерката на Деветте Луни, жената за която ще се ожени. Мат и компанията му, включваща Том, остатъците от Бандата, Егеанин и Бейл, Тюон, Селусия, Олвер – грозновато хлапе, Ноал – дребен съсухрен старец, Три Айез Седай и двамата им стражници, както и три Сул-Дам избягват от Сеанчанците с Позорището на Валан Лука, а по време на пътуването Мат започва да ухажва Тюон, приемайки най-накрая съдбата си. Те най-накрая се женят в края на Нож от блянове и Мат става Принц на Гарваните.

## Важност
Ранд може да е централния персонаж в историята, но Мат и Перин са също така значими. Те имат важна роля в битката срещу Сянката и не бива да бъдат подценявани.
Мат прави серия от интересни неща през отделните си приключения -  далеч от Ранд, като открива заедно с Алудра барута и фойерверките и тяхното използване за оръжия. Също така в Нож от блянове, той се заклева, заедно с Том и Ноал, да освободи Моарейн, която не е мъртва, а затворена в Кулата Генджей.

## Приключение в кулата Генджей
Това е едно от най-трудните приключения на Мат.  Той научава от Том Мерлин, че макар всички да смятат Моарейн за мъртва тя е заключена в света на Еелфините и Аелфините. По описанието й Ноал се досеща, че това е Кулата Генджей. Моарейн пише, че трябва да  опитат да я спасят трима мъже- единият е Том, вторият Мат, а третият не познава. Без Мат няма да успеят. Мат се решава да участва, а Ноал - да бъде третият участник. В писмото също така Моарейн пише да помнят всичко за играта "змии и лисици"
Когато пристигат в Кемлин, Мат се сеща за Биргит Сребролъката, която първа е разказвала на  хлапака Олвер за кулата Генджей и изкопчва от нея информация за мястото. Във "Спомен за светлина" - глава "Краят на една легенда" Биргит признава че е влизала в Кулата, за да спаси Гайдал, но е умряла вътре с него.  При това  е прекарала повече от 60 дни вътре. Тя обяснява на Мат, че вероятността да излезе жив е минимална. Трябва да си носи музика, за да приспи Аелфините и Еелфините, огън за да ги заслепи и желязо - за да ги нарани. Но с времето огънят и музиката се изхабяват.  Дори тогава шансовете са минимални. Това е един безкрайно голям свят, а и Аелфините и Еелфините могат да местят вратите. Така  комбинацията никога не се повтаря. Мат  трябва да стигне до Залата на връзките, където сключените  договори са в сила. Ако  човек спазва договорите (спогодбите) между древните Айез от една страна  и Аелфините и Еелфините  - от друга - човек може да получи водач, на влизане през порталите. Освен това те  няма да го атакуват, но  цената ще е, че трябва да остави оръжията си. Ако пък наруши договора и влезе въоръжен, то Аелфините и Еелфините ще му поставят капани с ями и въжета и ще го нападнат . Тя предупреждава че проливането на кръв във владенията им може да има странни ефекти. Накрая  отново съветва Мат да се откаже - дори неговият късмет не е безкраен, а тук една грешка води до смърт. Аелфините и Еелфините могат да променят правилата по средата на Играта. 
Мат решава все пак да влезе. Той се подготвя доста добре. Измолва от Грейди да отваря всеки ден да отваря портал близо до мястото. Също така взима най-чистото желязо, голям брой от фойверките на Алудра, прости музикални инструменти на които може да свири всеки и храна за седем дни. 
Въпреки всичката подготовка след като отказва водач  пътешествието му рязко се усложнява. Аелфините и Еелфините се опитват да го объркат и местят входовете. Междувременно Мат научава от Том Мерлин, че историята за Биргит която е умряла във владенията на Аелфините е оцеляла под друга форма - "Елмиара и сенкооките". Според легендата Елмиара търсила сто дни животворния извор на Скунд, за да спаси любимия си и умряла съвсем близо до него.
Мат разбира, че няма сто дни като Биргит и залага всичко на шанса си, разчитайки зарове да му покажат пътя. Колкото и невероятно да изглежда пада се цифрата едно. Когато тя започва да се повтаря, героите постоянно трябва да се връщат в едни и същи  тунели.  Мат  успява да се досети, че логиката не героите, не е логиката на Аелфините. Според него правилата да са последователни, но не  е задължително да са логични.
Еелфините опитват да попречат на Мат да хвърля зарове. Те го  принуждават го да влиза в битки и използвато разсейването му, за да откраднат заровете. Тогава Мат залага на слепия шанс и намира пътя до Залата на Връзките. Там важи правилото, че 
- Договорите се зачитат
- Цена трябва да се плати
- Жертва трябва да се даде

От предни изживявания Мат знае, че трябва веднага да започне да се пазари за излизането. Той обявява, че взимат  Моарейн с тер-ангреалите и че искат прав коридор до изхода. Заявява че желае пътя да не бъде променян,  изхода да не бъде затварян и лисиците да  не ги атакуват. В замяна той дава предварително определена жертва - окото си. ("Половината от светлината на света, за да спасиш света") Мат обаче прави грешка съвсем на финала на договарянето. Той  забравя едно от предупрежденията на Биргит и казва "и вие лисици нямате право да ни бутате, атакувате или нещо такова" изключвайки змиите. Лисиците и змиите се договарят и змиите  причакват героите на входа - солидно въоръжени. Ноал се опитва да спечели време на героите в решаваща битка. Тук той разкрива пред Мат, че е Джайн  Бродяжника, легендарен приключенец, един от Стоте Етаири. Джайн загива,  а "змиите" натикват героите в капан - в залата с разтопения Тирски портален камък.Там  привидно няма друг изход,  а те блокират входа. В последния момент Мат успява да се досети, че е получил оръжие (ашандрея),  без да го иска. Молбата му е  била за изход. Събудил се е обесен на ашандрея. Тогава "зацепва" че ашандрея е ключ и успява да го използва, за  да разреже стената от куяендир . Той отворя врата, която да изведе героите навън. Често това приключение на Мат се сравнява във форумните среди с подвига на Одисей, който слиза в царството на Хадес и излиза от него жив. Главите "Портали", "Половината от светлината на света"  и "Този който остана" в Спомен за светлина са концентрирани точно върху това приключение.

## Мат - велик маршал на армията на доброто
След като приключва приключението си в Кулата Генджей, Мат отива при Тююн, където тя го официализира като принц-консорт и трети в командването (след нея и генерал Галган). Късмета на Мат привлича Мин, която носи съобщение до сеанчанците. Той се изпуска пред Тююн, че Мин е предсказва бъдещето. Тююн обявява Мин за собственост на Кристалния трон - Пророчица на съдбата и нова нейна Истинореча.
Мат успява да разбере "пулса на битката" и да осъзнае, че Гарет  Брин води войските към унищожение. Той предполага, че Брин е Мраколюбец. Спасява битката в последния момент, печели  и доверието на  сеанчанските войници след спечелена важна битка.  Тююн го повишава - той е главнокомандващ на сеанчанците, над Галган (Тююн е над него, но тя е политическо лице, а не военен лидер).
Мат изпраща Мин до Егвийн, за да я убеди, да му предаде командването на обединената армия. До този момент той е само един от командирите ѝ,  аглавнокомандващият  е Гарет Брин, с помощници Агелмар,  Башийр, Елейн, Лан и пр. Егвийн се колебае, но Мин е настоятелна и Егвийн решава да разпита изтънко Гарет Брин за ситуацията .  Тогава пристига известие, от Перин че Отстъпницата Грендал използва Принуда над умовете над всички командири на Обединената армия. Почти в същия момент пристига вести  от Лан, за принудата над Агелмар и от Елейн - за предателството на Башийр. Силите на Светлината търпят разгром отвсякъде.  Егвийн е принудена да отнеме командването от командирите, но не знае на кого да го даде - Айез Сейдай имат само основни разбирания за бойна тактика.  Тогава тя се решава да изпълни искането на   Мат и да му прехвърли върховното командване. Фактически макар да не му дават точно титлата "маршал" факта, че го правят главнокомандващ на всички сили отговаря на тази титла.  В един или друг момент пред него отговорят всички монарси - Амирлин,  Кралицата на Андор, Лъжедракона Логаин и пр. Егвийн разчита на тер-ангреала му, за да не го докосват със силата. 
Първоначално повечето командири и бойци, които не познават Мат или пък го познават слабо имат лошо мнение за неговите способности на главнокомандващ ( Галад, Гавин, Грейди и пр.).  Дори Егвийн се колебае дали да му повери върховното командване. Това мнение обаче се променя рязко когато в хода на битката те откриват, че водят Играта на домове, а Мат прави изпреварващи ходове срещу противника. Самият Демандред признава, че ако Мат е Луз Терин (Дракона), който е скрит под някаква маска, той е станал много по-добър от преди ; не се поддава на страсти,а и знае и кога  да залага на шанса, без да прекалява. Мат бързо  разбира, че има шпионин  сред най-близкото си обкръжение и започва пълна импровизация, като държи в тайна плановете си от всички. Все пак той доверява на Елейн, Тююн и Биргит, под най-строг секрет, че битката за него е като игра на карти -  противника го води, но той цели да минимилизира щетите и иска да натрупа всичко на последната ръка и да има повече.
Въпреки големия си тактически опит и невероятния си късмет изглежда, че  Мат ще загуби Последната битка - Демандред е най-добрият командир на света. Той е имал векове да се упражнява. Елейн е хваната в капан, Биргит е убита,  пътя на Олвер, който носи Рога на Валийр е пресечен от тролоци. В последния момент  обаче се задейства късмета на Мат - Лан убива Демандред, жертвайки себе си (става ясно защо Лан трябва да оцелее до Последната битка)'; Егвийн убива Таим и стотина Властелини на ужаса, след което умира; Олвер изсвирва с Рога на Валийр тъкмо навреме за да съживи Джайн Бродяжника, който да го спаси; А изсвирването на Рога призовава Стоте Етаири; пак то връща към живота Биргит  Сребролъката; тя пък убива нападателите на Елейн и Елейн повежда армията в атака; Мин успява да убеди Тююн да се включи в атаката. А Алудра  и Талманес активизират последните оръдия
Финалът на Последната битка се заключва как Мат успява да унищожи Шайсам (Мордет), който е станал по-силен дори от Тъмния. След това Мат губи силите си.